# Copelatus
Genre
Copelatus est un genre d'insectes coléoptères aquatiques de la famille des Dytiscidae et de la sous-famille des Copelatinae.

## Classification
Le genre Copelatus est décrit en 1832 par Wilhelm Ferdinand Erichson,.

### Fossiles
Selon Paleobiology Database en 2023, six collections de fossiles pour neuf occurrences sont référencées :
- Miocène, une de la République Dominicaine, une au mexique et deux en Russie ;
- Oliocène, une collection en France ;
- Éocène, une collection en Russie[2].

Ceci atteste la présence du genre depuis le Priabonien de l'Éocène supérieur, soit 38 Ma avant notre ère.

## Espèces fossiles
Selon Paleobiology Database en 2023, le nombre d'espèces fossiles est de six :
- †Copelatus aphroditae Balke, 2003
- †Copelatus convexus Förster, 1891
- †Copelatus fossilis Říha, 1974
- †Copelatus ponomarenkoi Říha, 1974
- †Copelatus predaveterus Miller, 2003
- †Copelatus stavropolitanus Říha 1974

### Publication originale
- [1832] (la) Wilhelm Ferdinand Erichson, Genera dyticeorum., 1832.